# Katastralgemeinde Glödnitz
Die Katastralgemeinde Glödnitz ist die einzige Katastralgemeinde der Gemeinde Glödnitz im Bezirk St. Veit an der Glan in Kärnten. Sie hat eine Fläche von 4765 ha. Am 1. Jänner 2024 lebten 832 Personen in der Katastralgemeinde.
Die Katastralgemeinde gehört zum Sprengel des Vermessungsamtes Klagenfurt.

## Lage
Die Katastralgemeinde liegt im Nordwesten des Bezirks Sankt Veit an der Glan, linksseitig im Gurktal. Sie ist deckungsgleich mit dem Gemeindegebiet von Glödnitz und umfasst somit nahezu das gesamte Glödnitztal, einen Großteil der Flattnitz, die rechte Seite des Zauchwinkelgrabens und ein kurzes Stück des linksseitigen Talbodens des Mittleren Gurktals.

## Ortschaften
Auf dem Gebiet der Katastralgemeinde Glödnitz liegen neben dem Gemeindehauptort Glödnitz auch die Ortschaften Altenmarkt, Bach, Brenitz, Eden, Flattnitz, Grai, Hohenwurz, Jauernig, Kleinglödnitz, Laas, Lassenberg, Moos, Rain, Schattseite, Torf, Tschröschen, Weißberg und Zauchwinkel.
Am 1. April 2020 umfasste die Katastralgemeinde 644 Adressen.

## Vermessungsamt-Sprengel
Die Katastralgemeinde gehört seit 1. Jänner 1998 zum Sprengel des Vermessungsamtes Klagenfurt. Davor war sie Teil des Sprengels des Vermessungsamtes St. Veit an der Glan.

## Geschichte
Ende des 18. Jahrhunderts wurden die Kärntner Steuergemeinden (später: Katastralgemeinden) gebildet und Steuerbezirken zugeordnet. Die Steuergemeinde Glödnitz wurde Teil des Steuerbezirks Albeck.
Im Zuge der Reformen nach der Revolution 1848/49 wurden in Kärnten die Steuerbezirke aufgelöst und Ortsgemeinden (auch politische Gemeinden genannt) gebildet, die jeweils das Gebiet einer oder mehrerer Steuergemeinden umfassten. Aus der Katastralgemeinde Glödnitz wurde die Ortsgemeinde Glödnitz gebildet.
Die Größe der Katastralgemeinde Glödnitz wurde im Jahr 1854 mit 12240 Österreichischen Joch und 1320 Klaftern (ca. 7044 ha) angegeben; damals lebten 1040 Personen auf dem Gebiet der Katastralgemeinde.
Bei der Kärntner Gemeindestrukturreform von 1973 wurde die Katastralgemeinde Glödnitz auf der Flattnitz um etwa 4,2 km² auf Kosten der Katastralgemeinde Metnitz Land vergrößert. Gleichzeitig wurde die Katastralgemeinde Glödnitz an die damals neu errichtete Gemeinde Weitensfeld-Flattnitz angeschlossen. Seit deren Auflösung 1991 gehört die Katastralgemeinde Glödnitz wieder zur Gemeinde Glödnitz.
Die Katastralgemeinde Glödnitz gehörte ab 1850 zum politischen Bezirk St. Veit an der Glan und zum Gerichtsbezirk Gurk. 1854 bis 1868 gehörte sie zum Gemischten Bezirk Gurk. Seit der Reform 1868 ist sie wieder Teil des politischen Bezirks St. Veit an der Glan, zunächst als Teil des Gerichtsbezirks Gurk, seit 1978 als Teil des Gerichtsbezirks St. Veit an der Glan.